# Love Profusion (chanson)
Singles de Madonna
Nothing Fails
(2003) Hung Up
(2005)
Pistes de American Life
I'm So Stupid
(3) Nobody Knows Me
(5)
Love Profusion est un single de la chanteuse et compositrice Madonna, quatrième et dernier extrait de son album American Life. Il est sorti le 8 décembre 2003 en Europe et en Australie et le 16 mars 2004 en Amérique du Nord. 

## Love Profusion
Love Profusion a été composé et produit par Madonna et Mirwais Ahmadzaï. Le single est sorti plus tard en Amérique pour coïncider avec la sortie du parfum Beyond Paradise d'Estée Lauder, dont Love Profusion était la chanson promotionnelle. Ainsi tous les singles collector nord américain contenaient un échantillon du parfum.

## Le clip
Le clip a été réalisé par Luc Besson et tourné le 28 octobre 2003 aux studios de la Warner Bros à Burbank, Californie. Dans cette vidéo, Madonna se promène dans une grande ville, par la suite elle passe dans le ciel bleu sur lequel les fleurs lui font un chemin et aussi sur une plage. À la fin du clip, les fées font disparaître l'artiste sur la plage.
Il est très inspiré du clip promotionnel du parfum d'Estée Lauder, Beyond Paradise. 
Il a été diffusé pour la première fois en Europe le 4 décembre 2003 et aux États-Unis le 11 février 2004.
Les Effets visuels numériques du clip ont été créés par la société Française "Buf Compagnie".

## Versions du single
Australie
1. "Love Profusion" (album version)
2. "Love Profusion" (Ralf Rosarion House Vocal Mix)
3. "Nobody Knows Me" (Above&Beyond 12"Mix)

France
1. "Love Profusion" (Album Version)
2. "Love Profusion" (Headcleanr Rock Mix)

Royaume-Uni
- Vinyl:

1. "Love Profusion" (Passengerz Club Mix)
2. "Love Profusion" (Above & Beyond 12" Mix)

- Single CD1:

1. "Love Profusion" (Album Version)
2. "Nothing Fails" (Radio Edit)
3. "Love Profusion" (Passengerz Club Mix)

- Single CD2:

1. "Love Profusion" (Album Version)
2. "Love Profusion" (Ralphi Rosario House Vocal Mix)
3. "Nobody Knows Me" (Above & Beyond 12" Mix)

États-Unis
- Maxi single:

1. "Love Profusion" (Blow-Up Mix)
2. "Love Profusion" (The Passengerz Club Profusion)
3. "Love Profusion" (Ralphi Rosario House Vocal Extended)
4. "Love Profusion" (Craig J.'s "Good Vibe" Mix)
5. "Love Profusion" (Ralphi Rosario Big Room Vox Extended)
6. "Love Profusion" (Ralphi Rosario Big Room Dub)
7. "Nothing Fails" (Peter's Lost In Space Mix)

- Vinyl:

1. "Love Profusion" (The Passengerz Club Profusion)
2. "Love Profusion" (Blow-Up Mix)
3. "Love Profusion" (Ralphi Rosario House Vocal Extended)
4. "Love Profusion" (Ralphi Rosario Big Room Dub)
5. "Love Profusion" (The Passengerz Dub Profusion)
6. "Love Profusion" (Craig J.'s Good Vibe Mix)
7. "Love Profusion" (Ralphi Rosario Big Room Vox Extended)

## Classements
| Classement (2003-2004)              | Meilleure position |
| ----------------------------------- | ------------------ |
| Australie (ARIA)                    | 25                 |
| Espagne (PROMUSICAE)                | 1                  |
| États-Unis (Dance/Mix Show Airplay) | 20                 |
| États-Unis (Dance Club Songs)       | 1                  |
| États-Unis (Dance Club Songs)       | 10                 |
| États-Unis (Dance Club Songs)       | 1                  |
| États-Unis (Hot Singles Sales)      | 1                  |
| France (SNEP)                       | 25                 |
| Grèce (IFPI Greece)                 | 3                  |
| Hongrie (Rádiós Top 40)             | 32                 |
| Italie (FIMI)                       | 5                  |
| Royaume-Uni (UK Singles Chart)      | 11                 |
| Suisse (Schweizer Hitparade)        | 31                 |

| Classement (2004)                       | Position |
| --------------------------------------- | -------- |
| États-Unis (Dance Club Songs) (Remixes) | 24       |
| États-Unis (Hot Dance Singles Sales)    | 3        |

## Compléments